# برایان بومگارتنر
برایان بومگارتنر (انگلیسی: Brian Baumgartner؛ زادهٔ ۲۹ نوامبر ۱۹۷۲) هنرپیشه اهل ایالات متحده آمریکا است. از آثار او میتوان به بازی در مجموعه تلویزیونی اداره اشاره کرد.